# Jugaad
Jugaaḍ (ou jugaaṛ) é uma inovação não convencional e frugal, no subcontinente indiano. Também inclui correções inovadoras ou soluções alternativas simples, soluções que quebram as regras ou recursos que podem ser usados dessa maneira. É considerado criativo fazer coisas existentes funcionarem e criar coisas novas com recursos escassos.

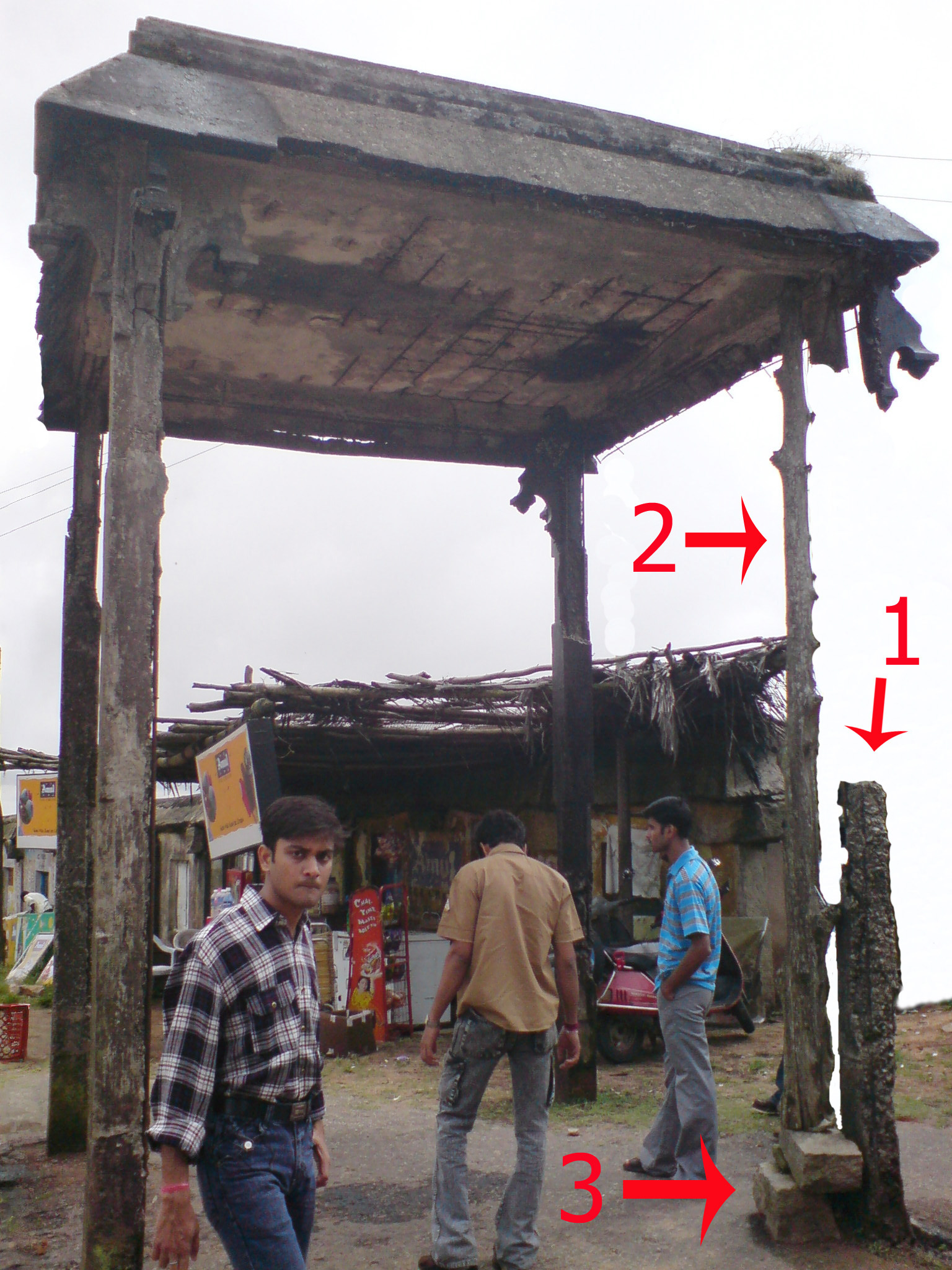
Um jugaad temporário de reparação improvisada para um suporte partido.

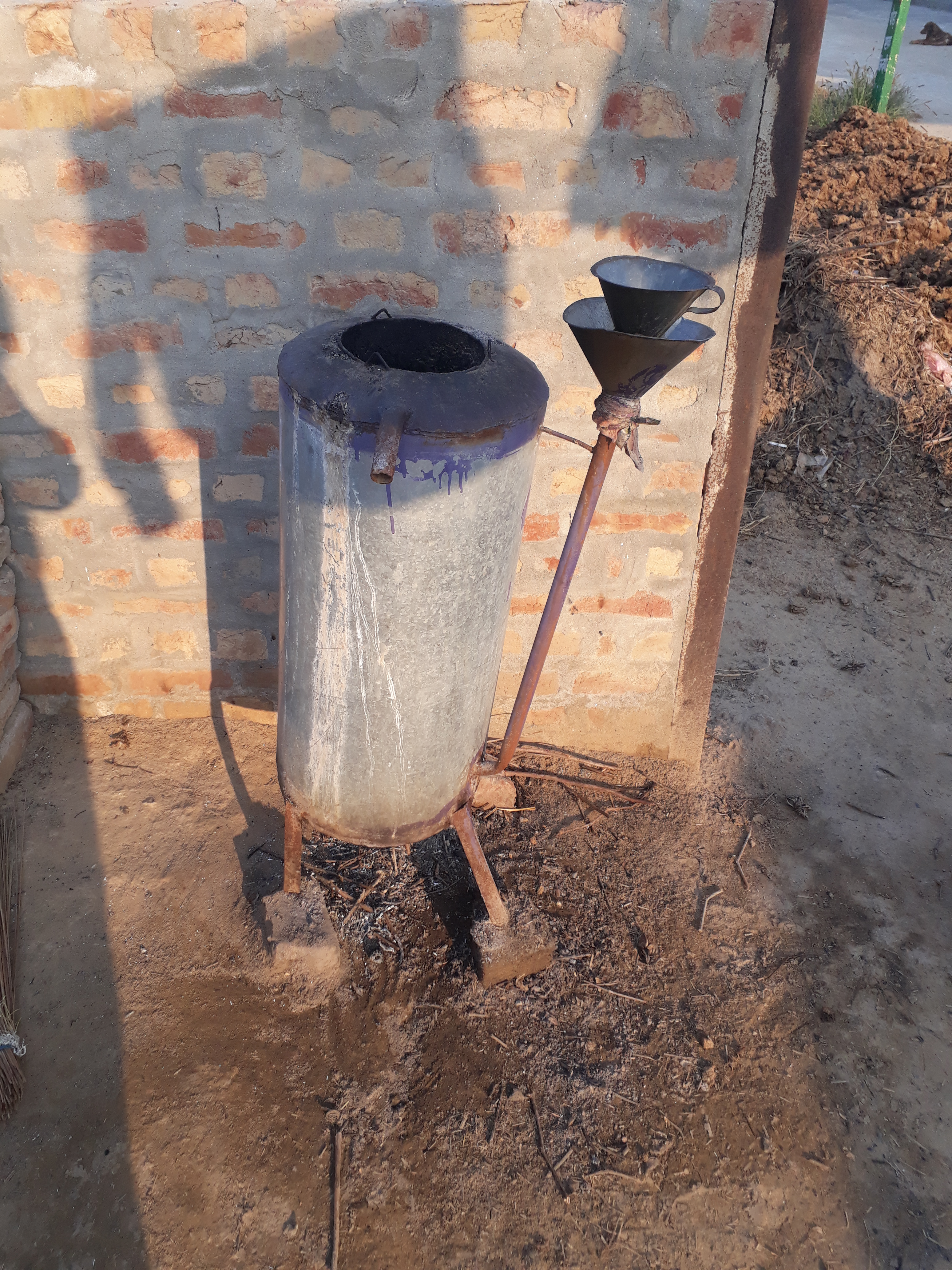
Jugaad aquecedor de água usado em vilas de Haryana e Punjab na Índia e no Paquistão.

A Jugaad é cada vez mais aceite como uma técnica de gestão e é reconhecida em todo o mundo como uma forma de inovação frugal. Empresas no Sudeste Asiático estão a adotar a jugaad como uma prática para reduzir os custos de investigação e desenvolvimento. A jugaad também se aplica a qualquer tipo de pensamento criativo e fora da caixa ou lifehacks que maximizam os recursos para uma empresa e seus stakeholders.
Segundo o autor e professor Jaideep Prabhu, a jugaad é uma “forma importante de sair da atual crise económica nas economias desenvolvidas e também contém lições importantes para as economias emergentes”.

## Veículos improvisados
Jugaad também pode se referir a um veículo caseiro ou localmente feito na Índia, Paquistão e Bangladesh. São feitas por mecânicos locais usando pranchas de madeira, folhas de metal e peças retiradas de diferentes máquinas e veículos.

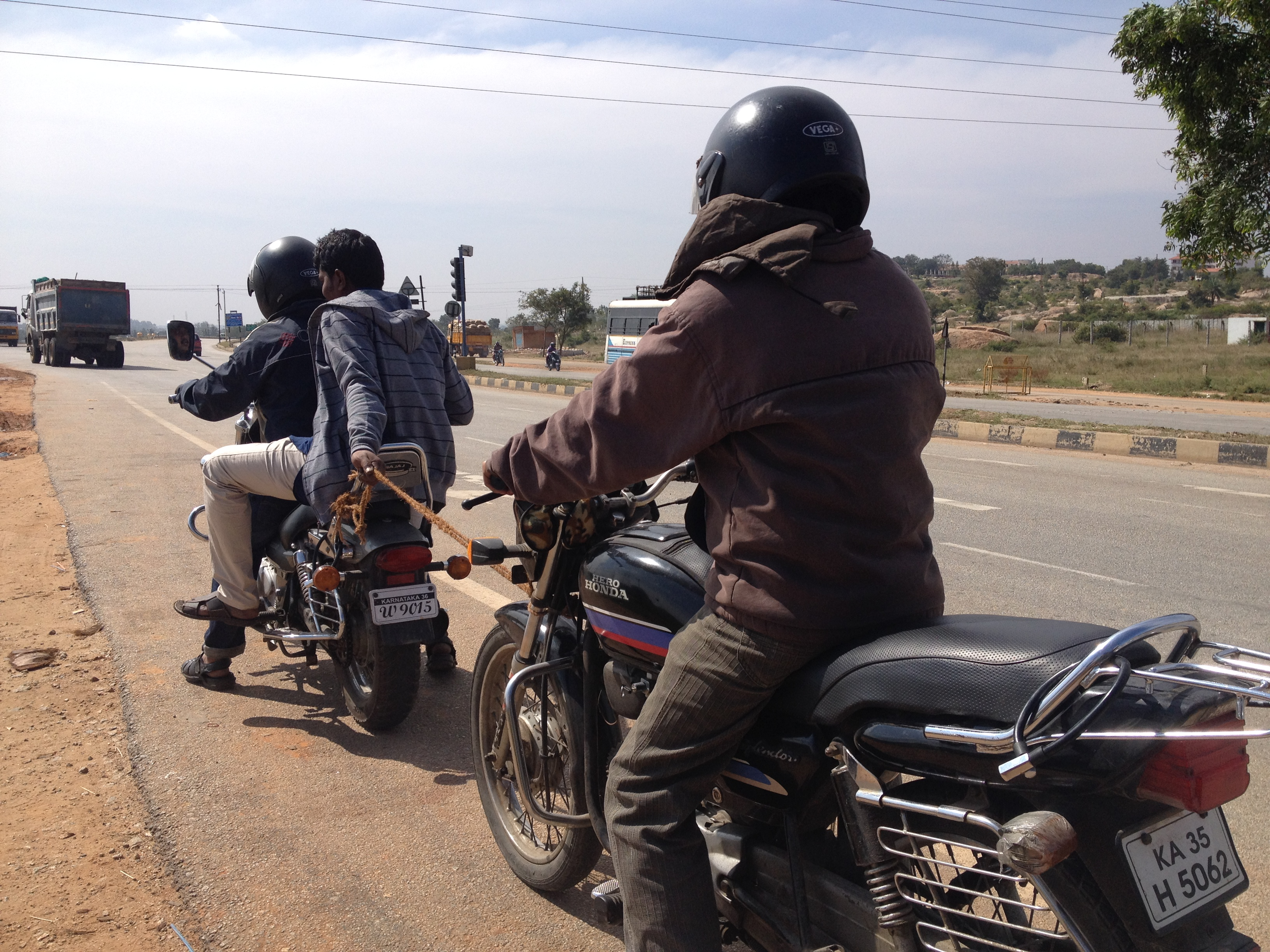
Jugaad tecnologia: uma mota puxando outra por uma corda.

Um tipo de jugaad é um quadriciclo, um veículo feito de tábuas de madeira e peças velhas de SUV, conhecido como kuddukka  e peter rehra no norte da Índia. No entanto, a jugaad também é usada como um termo para qualquer veículo de baixo custo que normalmente custa em torno de Rs50.000 (US$ 674.7). Jugaads pode ser alimentada por um motor diesel originalmente projetado para alimentar bombas de irrigação agrícola. Eles são conhecidos por maus travões e não conseguem ir mais rápido do que cerca de 60km/h. O veículo geralmente transporta mais de 20 pessoas por vez em locais remotos e em más condições de estrada.
Embora não haja dados estatísticos disponíveis, há relatos de vários casos de falha nos travões, exigindo que o passageiro salte e aplique manualmente um bloco de madeira como travão. Como parte da pesquisa para o seu livro de 2013, Innovation and a Global Knowledge Economy in India, Thomas Birtchnell, professor de Comunidades Sustentáveis na Universidade de Wollongong, Austrália, descobriu que de 2.139 casos de vítimas de trânsito em 72 horas no hospital J N Medical College em Aligarh, 13,88% das vítimas de pedestres foram devido a jugaad. O Ministro dos Transportes Rodoviários e Rodovias, Pon Radhakrishnan, declarou que os jugaad não estão em conformidade com as especificações de um veículo motorizado, de acordo com a Lei de Veículos Motorizados de 1988. Portanto, estes veículos não têm nenhuma placa de registo e não são registados no Departamento Regional de Transportes (RTO). Por isso, não há imposto de circulação pago sobre eles, nem há contagem oficial desses veículos.
Os veículos Jugaad não são oficialmente reconhecidos como aptos para circular nas ruas e, apesar de algumas propostas para regulá-los, as políticas de votação superaram as preocupações com a segurança. Os veículos improvisados tornaram-se agora bastante populares como meio de transporte de todo o tipo de cargas, desde madeira a barras de aço e crianças em idade escolar. Por razões de segurança, o Governo da Índia proibiu oficialmente os veículos jugaad.
Outro tipo de jugaad chamada bicicleto rehra ou motocicleta- rehri, uma motocicleta, ciclomotor ou scooter modificada em triciclo motorizado é usada nos estados do norte da Índia, especialmente Punjab.
Outro tipo de jugaad chamado riquexó phat-phatri ou riquexó  phatphatiya, usam motocicletas Harley Davidson da Segunda Guerra Mundial modificadas em triciclos motorizados que foram usados anteriormente em Nova Deli.
Uma variante do veículo jugaad no estado de Tamil Nadu, no sul da Índia, é o meen body vandi. Isto pode ser traduzido como "veículo para cama de peixe", pois eles surgiram entre pescadores locais que precisavam de um sistema de transporte rápido e barato para transportar peixes. É um triciclo motorizado (derivado da variante não motorizada) com uma suspensão reforçada e um motor de motocicleta, normalmente reciclado de veículos tchecos Yezdi ou Enfield Bullet. As suas origens são típicas de outras inovações jugaadu — peixes mortos são normalmente considerados anti-higiénicos, e os veículos que os transportam normalmente não podem ser usados para transportar qualquer outra coisa. Veículos semelhantes podem ser encontrados em grande parte do Sudeste Asiático.
Outra variante do jugaad chamado riquexó chakkda, uma motocicleta modificada num triciclo com rodas de camião na parte traseira, é usada no estado de Gujarat, na Índia.
Uma variante de jugaad no Paquistão, uma motocicleta é transformada num triciclo motorizado chamado chand-garisignificando "veículo lunar" ou chingchee em homenagem à empresa chinesa Jinan Qingqi, que os introduziu pela primeira vez no mercado.
Hoje, um jugaad é uma das soluções de transporte mais económicas para indianos, paquistaneses e bengaleses das áreas rurais.

## Galeria

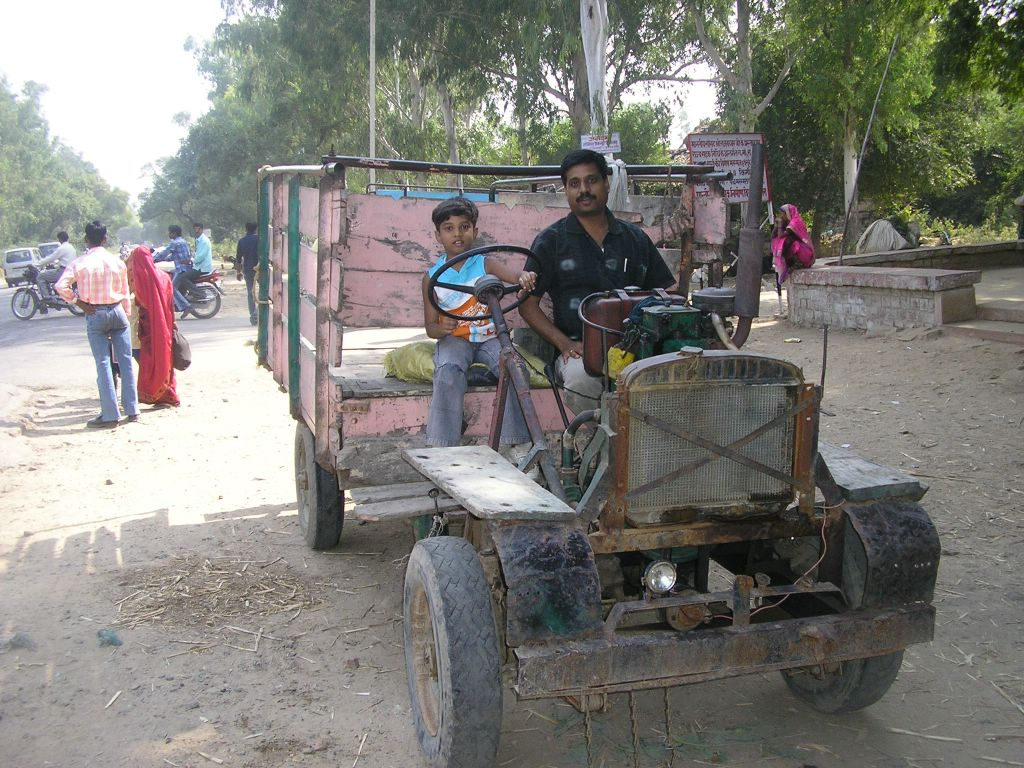
Veículo peter rehra com de bomba de água agrícola.
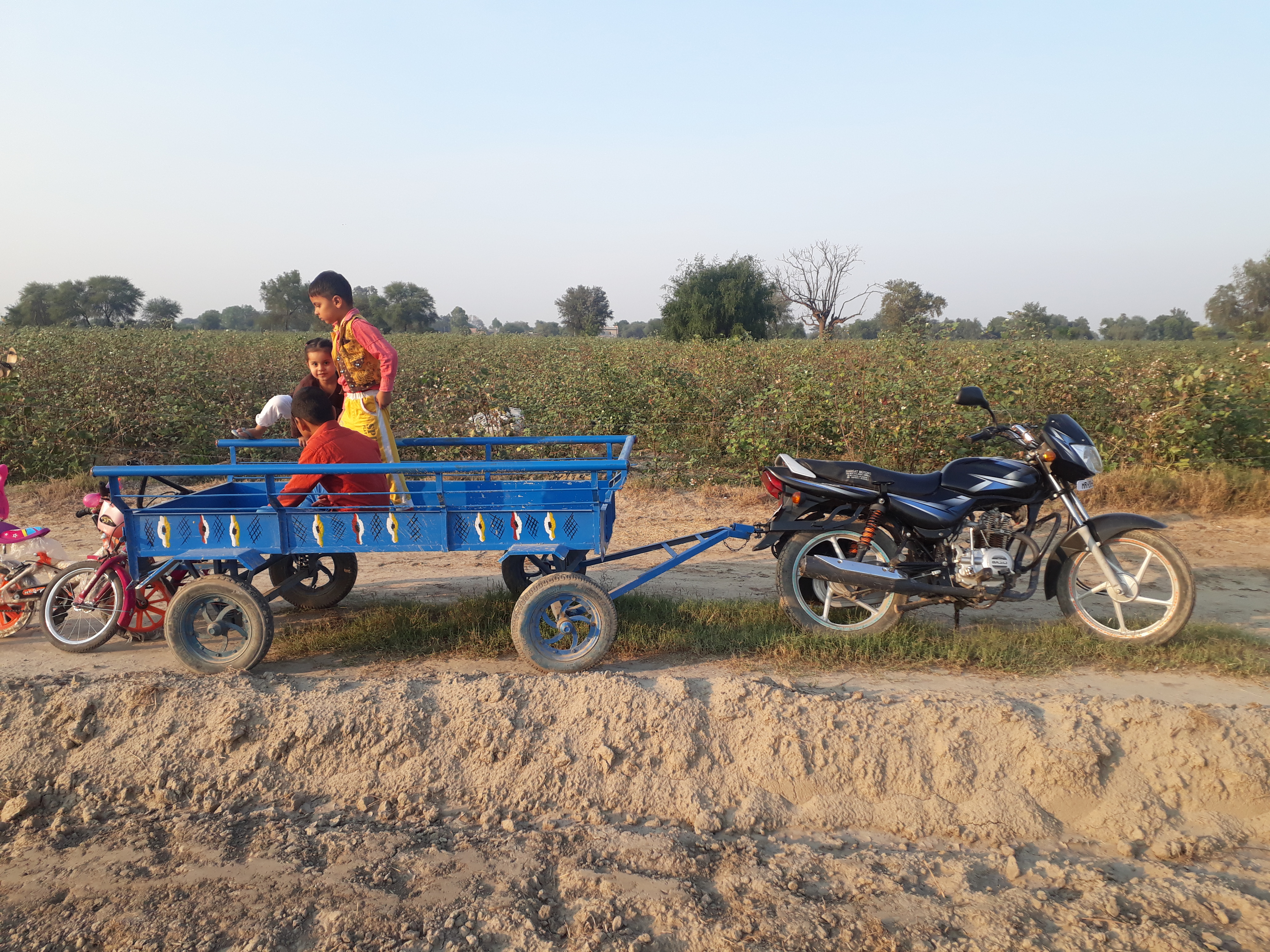
Trólei de bicicleta, jugaad para motas.
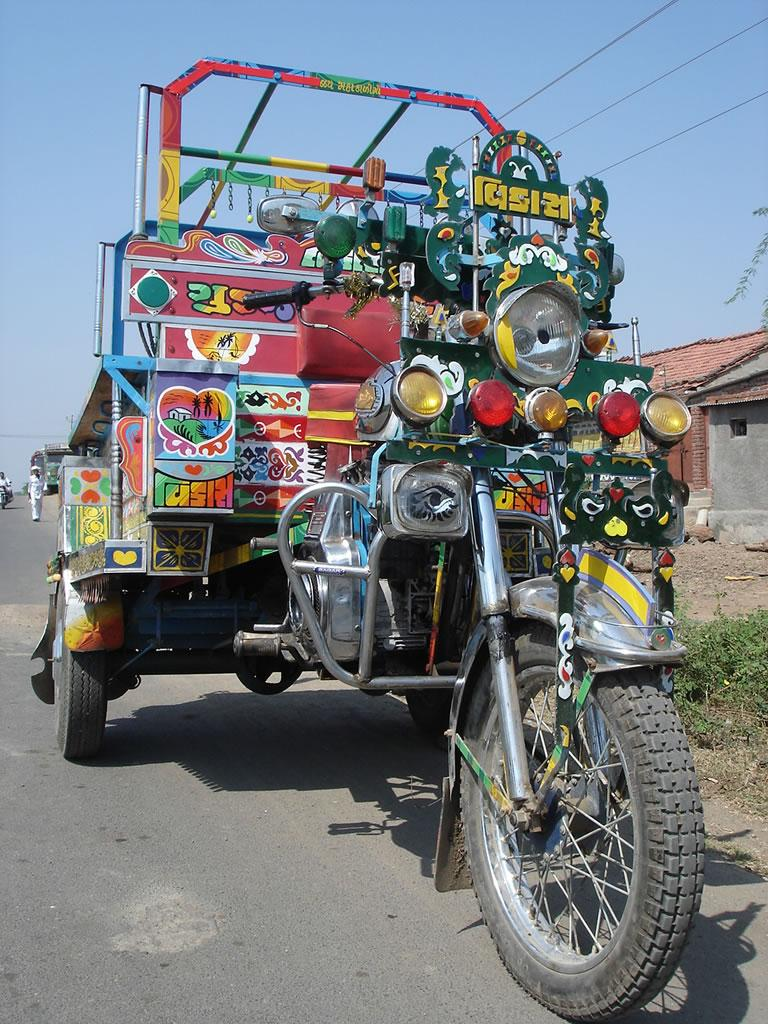
Riquexó Chakkda emGujarat, Índia.
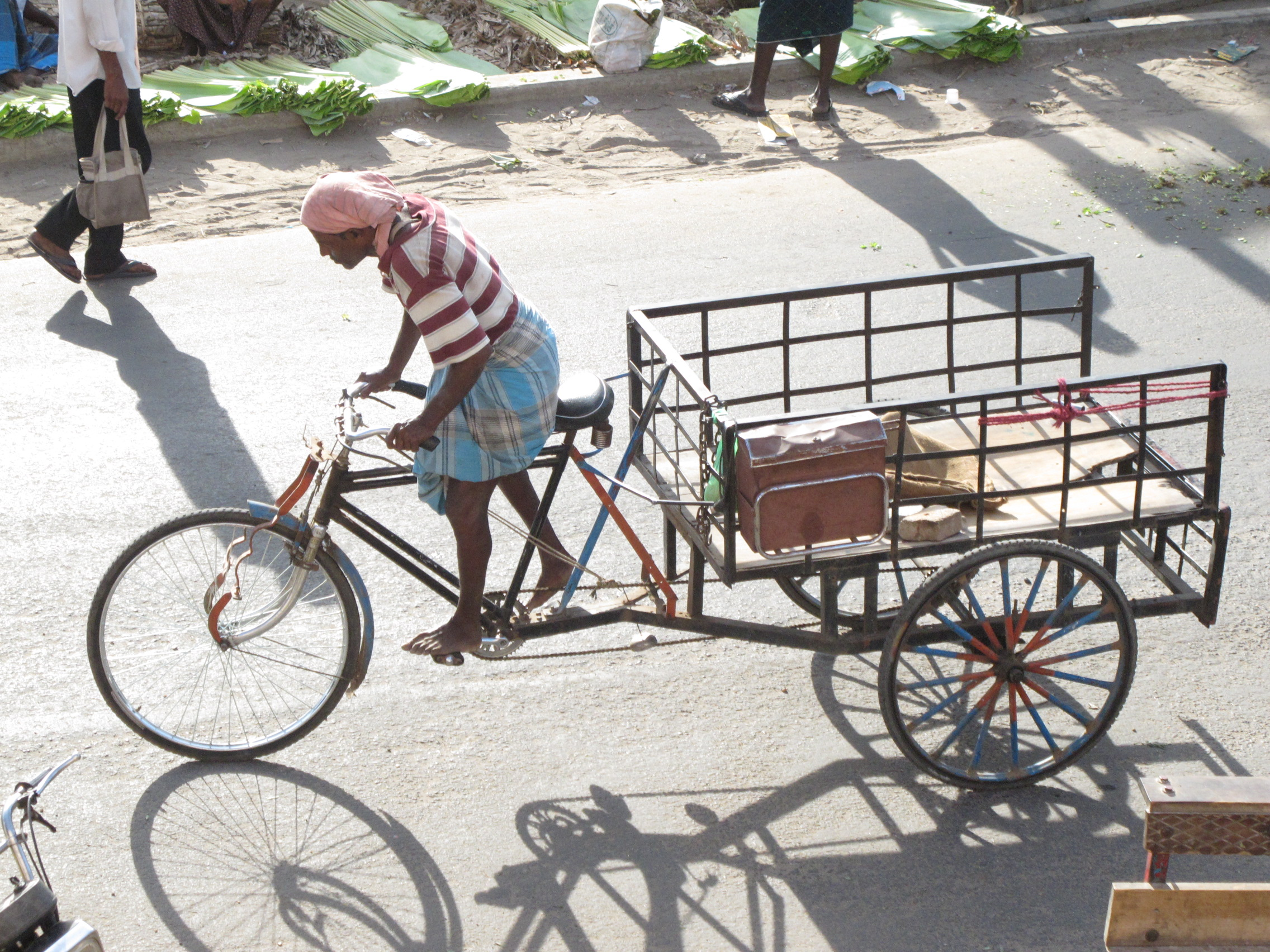
Um meen body vandi n  ao motorizado, veículo improvisado de estilo jugaad, em Tamil Nadu, Índia.
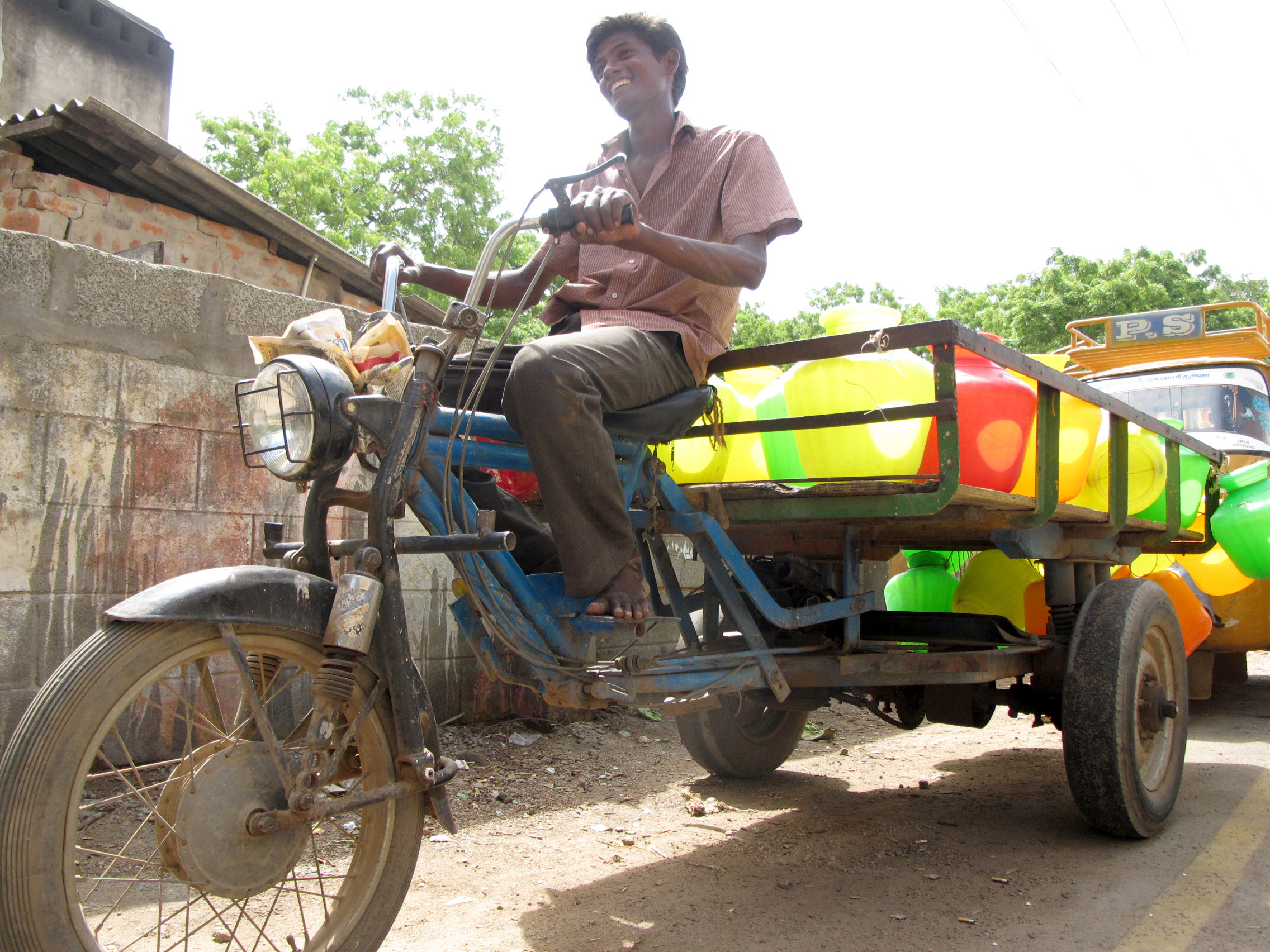
Meen body vandi motorizado.
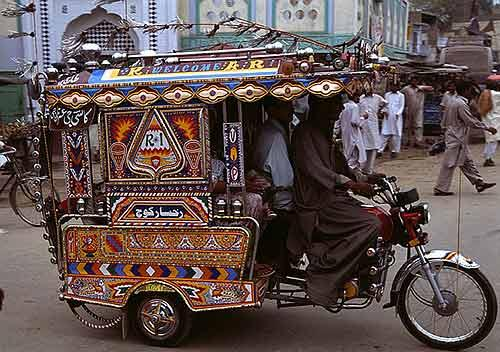
Chand-gari Riquexó noPaquistão.
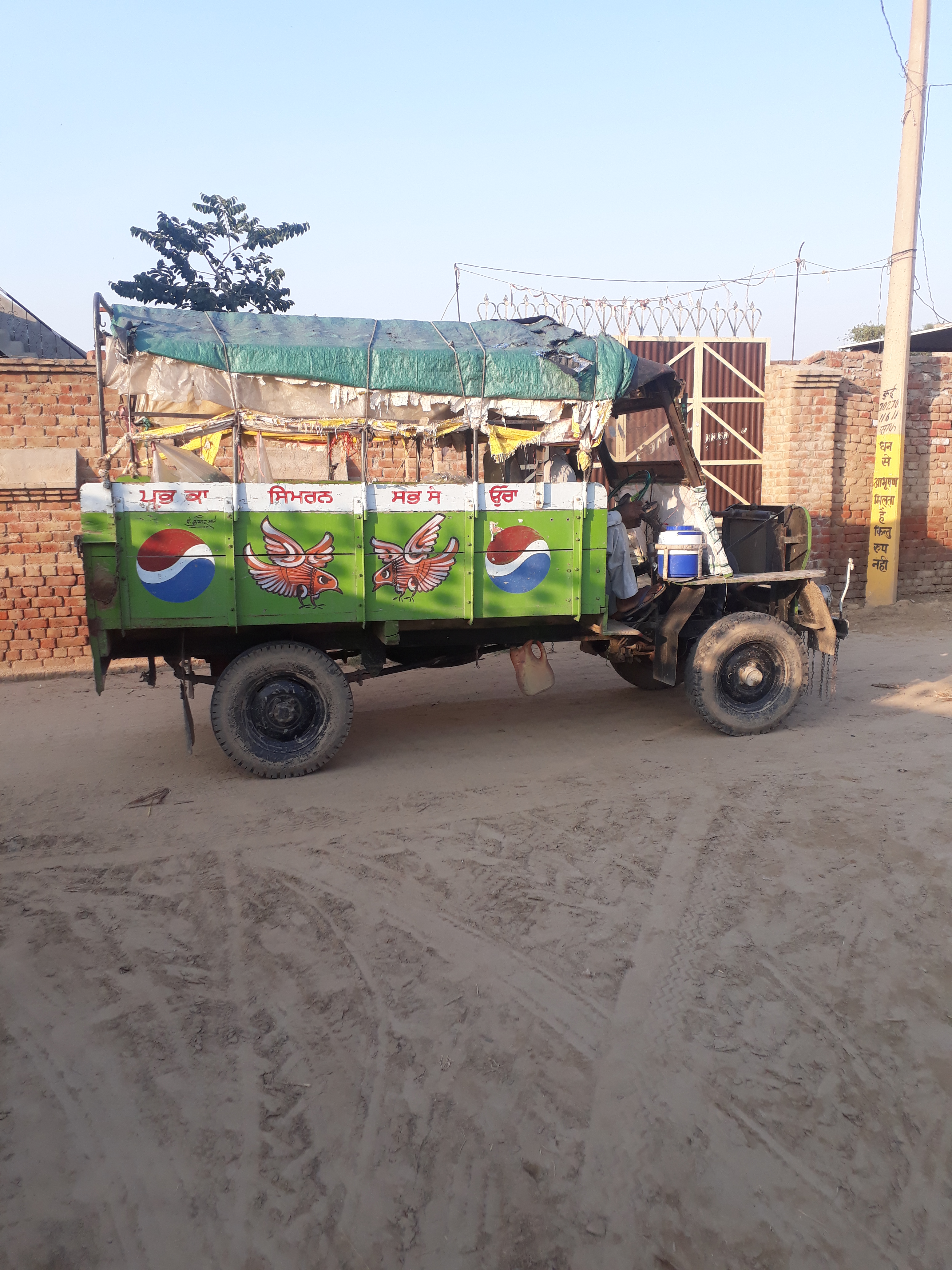
Motor a diesel convertido em veículo peter rehra no Punjab, Índia.
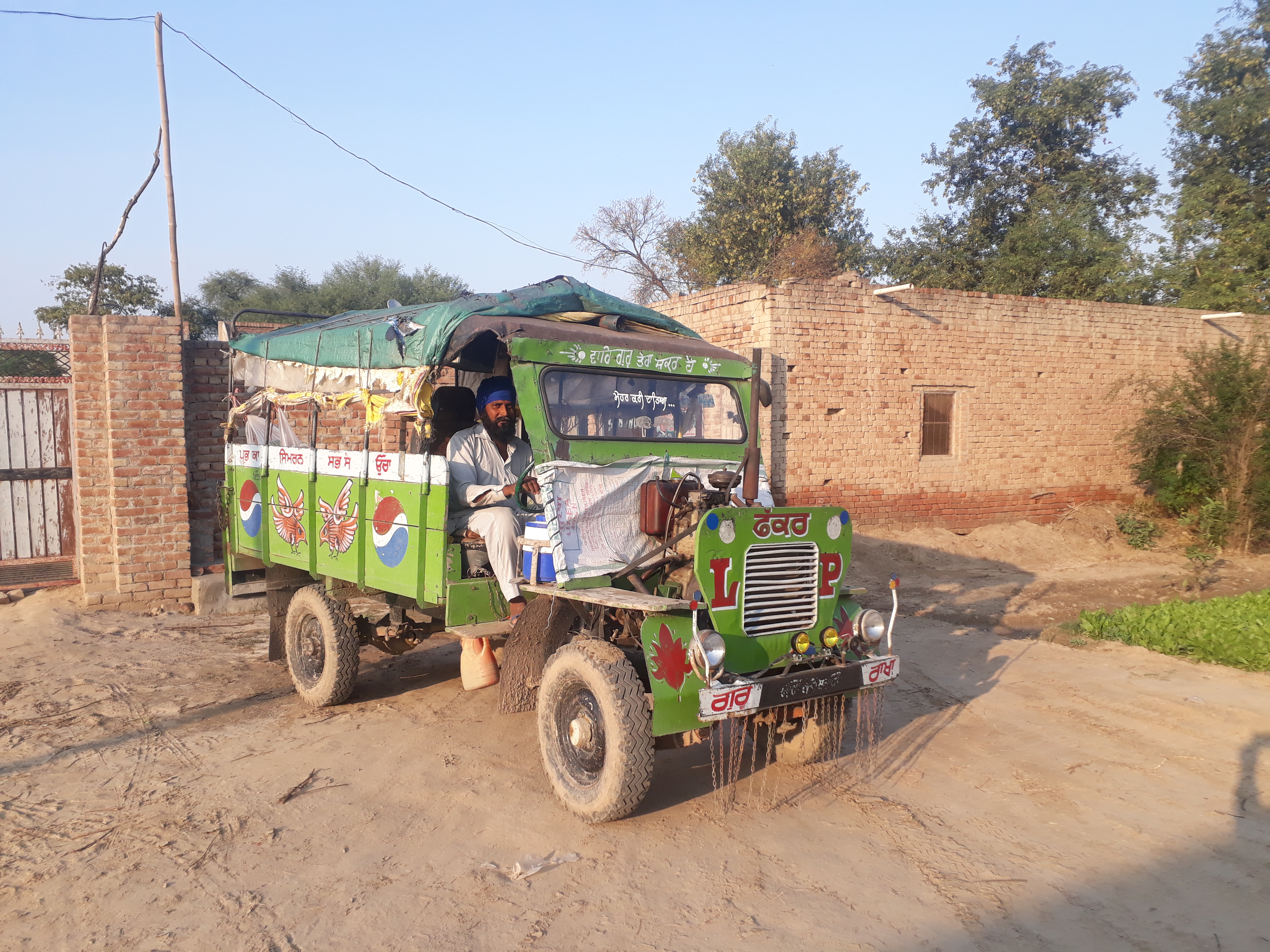
Peter rehra, um veículo local feito com um motor diesel no Punjab, Índia.